# John Capel
John Capel (* 27. Oktober 1978 in Brooksville, Florida) ist ein ehemaliger US-amerikanischer Leichtathlet. Er war 2003 Weltmeister im 200-Meter-Lauf.
Capel studierte an der University of Florida in Gainesville. Dort spielte er zunächst in der American-Football-Mannschaft der Hochschule. 2000 verließ er die Mannschaft, um sich auf seine Karriere als Sprinter konzentrieren zu können. Bei den US-amerikanischen Ausscheidungskämpfen konnte Capel sich für die Olympischen Spiele in Sydney qualifizieren. Im olympischen Finale schleppte er sich dann aber nur als Achter ins Ziel, nachdem er geglaubt hatte, der Schiedsrichter hätte das Rennen wegen eines Fehlstarts abgeschossen.
Nach den Spielen kehrte Capel zurück zum Football. Beim NFL Combine 2001 wurde er jedoch positiv auf Marihuana getestet und inhaftiert. Drei Jahre nach den Olympischen Spielen feierte Capel den größten Erfolg seiner Karriere. Bei den Weltmeisterschaften 2003 in Paris wurde er über 200 Meter Weltmeister. In einem knappen Rennen lag Capel am Ende mit der Zeit von 20,30 s um eine Hundertstelsekunde vor seinem Landsmann Darvis Patton.
Nachdem er bei den Olympischen Spielen 2004 in Athen Shawn Crawford, Bernard Williams und Justin Gatlin, die in dieser Reihenfolge in Athen die Medaillen über 200 Meter gewannen, den Vorzug geben musste, war er bei den Weltmeisterschaften 2005 in Helsinki wieder am Start und gewann die Bronzemedaille. Vor ihm lagen erneut zwei Amerikaner. Diesmal sorgten Justin Gatlin und Wallace Spearmon für den totalen Triumph der US-Amerikaner über 200 Meter.
Nachdem Capel 2004 und erneut im Februar 2006 positiv auf Marihuana getestet wurde, sperrte ihn die amerikanische Anti-Doping-Agentur für zwei Jahre. Nach dem Ablauf der Sperre versuchte er 2008 sich für die Olympischen Spiele in Peking zu qualifizieren, schied aber bei den amerikanischen Trials über 100 und 200 Meter jeweils im Halbfinale aus.
John Capel hatte bei einer Größe von 1,80 m ein Wettkampfgewicht von 82 kg.